# Марк Педуцей Стлога Присцін
Марк Педу́цей Стло́га Присці́н (лат. Marcus Peducaeus Stloga Priscinus; II століття) — політичний і державний діяч часів Римської імперії, ординарний консул 141 року.

## Біографія
Походив з роду Педуцеїв, відомого ще за часів Римської республіки. Його батьком був Марк Педуцей Присцін, консул 110 року.
У 141 році обіймав посаду ординарного консула разом з Титом Генієм Севером. Ймовірно перебував у 155-156 роках на посаді проконсула провінції Азії, але в цьому є певні сумніви.
З того часу про подальшу долю Марка Педуцея Стлоги Присціна згадок немає.

## Родина
- прийомний син Марк Педуцей Плавцій Квінтілл, консул 171 року.